# Мочу
Мочу (рум. Mociu) — село у повіті Клуж в Румунії. Входить до складу комуни Мочу.
Село розташоване на відстані 307 км на північний захід від Бухареста, 32 км на схід від Клуж-Напоки.

## Населення
За даними перепису населення 2002 року у селі проживали 1618 осіб.
Національний склад населення села:
| Національність | Кількість осіб | Відсоток |
| -------------- | -------------- | -------- |
| румуни         | 1222           | 75,5%    |
| цигани         | 263            | 16,3%    |
| угорці         | 132            | 8,2%     |

Рідною мовою назвали:
| Мова      | Кількість осіб | Відсоток |
| --------- | -------------- | -------- |
| румунська | 1330           | 82,2%    |
| циганська | 164            | 10,1%    |
| угорська  | 123            | 7,6%     |